# Danh sách tiểu bang Hoa Kỳ theo độ cao
Đây là một Danh sách tiểu bang Hoa Kỳ theo độ cao. Điểm cao nhất tại Hoa Kỳ là núi Denali cao 6.168 mét (20.237 ft). Điểm thấp nhất tại Hoa Kỳ Badwater trong Thung lũng chết khoảng 282 ft (86 m) dưới mực nước biển.
|  |  |

| Tiểu bang        | Điểm cao nhất          | Cao nhất (ft) | Cao nhất (m) | Điểm thấp nhất      | Thấp nhất (ft) | Thấp nhất (m) | Cao trung bình (ft) | Cao trung bình (m) | Sai khác độ cao (ft) | Sai khác độ cao (m) |
| ---------------- | ---------------------- | ------------- | ------------ | ------------------- | -------------- | ------------- | ------------------- | ------------------ | -------------------- | ------------------- |
| Alabama          | Núi Cheaha             | 2.405         | 733          | Vịnh Mexico         | 0              | 0             | 500                 | 150                | 2.405                | 733                 |
| Alaska           | Denali (núi McKinley)  | 20.237        | 6.168        | Thái Bình Dương     | 0              | 0             | 1.900               | 580                | 20.320               | 6.198               |
| Arizona          | Đỉnh Humphreys         | 12.633        | 3.853        | Sông Colorado       | 70             | 21            | 4.100               | 1.300              | 12.563               | 3.832               |
| Arkansas         | Núi Magazine           | 2.753         | 840          | Sông Ouachita       | 55             | 17            | 650                 | 200                | 2.698                | 823                 |
| California       | Núi Whitney            | 14.505        | 4.421        | Thung lũng chết     | -282           | -86           | 2.900               | 880                | 14.776               | 4.505               |
| Colorado         | Núi Elbert             | 14.440        | 4.401        | Sông Arikaree       | 3.315          | 1.010         | 6.800               | 2.100              | 11.125               | 3.391               |
| Connecticut      | Núi Frissell           | 2.380         | 726          | Vịnh Long Island    | 0              | 0             | 500                 | 150                | 2.380                | 726                 |
| Delaware         | Ebright Azimuth        | 448           | 137          | Đại Tây Dương       | 0              | 0             | 60                  | 20                 | 448                  | 137                 |
| Đặc khu Columbia | Tenleytown             | 410           | 125          | Sông Potomac        | 1              | 0             | 150                 | 50                 | 409                  | 125                 |
| Florida          | Đồi Britton            | 345           | 105          | Đại Tây Dương       | 0              | 0             | 100                 | 30                 | 345                  | 105                 |
| Georgia          | Brasstown Bald         | 4.784         | 1.459        | Đại Tây Dương       | 0              | 0             | 600                 | 180                | 4.784                | 1.459               |
| Hawaii           | Puʻu Wēkiu (Mauna Kea) | 13.796        | 4.208        | Thái Bình Dương     | 0              | 0             | 3.030               | 920                | 13.796               | 4.208               |
| Idaho            | Đỉnh Borah             | 12.662        | 3.862        | Sông Snake          | 710            | 217           | 5.000               | 1.500              | 11.952               | 3.645               |
| Illinois         | Núi Charles            | 1.235         | 377          | Sông Mississippi    | 279            | 85            | 600                 | 180                | 956                  | 292                 |
| Indiana          | Đồi Hoosier            | 1.257         | 383          | Sông Ohio           | 320            | 98            | 700                 | 210                | 937                  | 285                 |
| Iowa             | Hawkeye Point          | 1.670         | 509          | Sông Mississippi    | 480            | 146           | 1.100               | 340                | 1.190                | 363                 |
| Kansas           | Núi Sunflower          | 4.039         | 1.232        | Sông Verdigris      | 679            | 207           | 2.000               | 610                | 3.360                | 1.025               |
| Kentucky         | Núi Đen                | 4.145         | 1.263        | Sông Mississippi    | 257            | 78            | 750                 | 230                | 3.888                | 1.185               |
| Louisiana        | Núi Driskill           | 535           | 163          | New Orleans         | -8             | -2            | 100                 | 30                 | 543                  | 165                 |
| Maine            | Núi Katahdin           | 5.267         | 1.606        | Đại Tây Dương       | 0              | 0             | 600                 | 180                | 5.267                | 1.606               |
| Maryland         | Núi Backbone           | 3.360         | 1.025        | Đại Tây Dương       | 0              | 0             | 350                 | 110                | 3.360                | 1.025               |
| Massachusetts    | Núi Greylock           | 3.487         | 1.064        | Đại Tây Dương       | 0              | 0             | 500                 | 150                | 3.487                | 1.064               |
| Michigan         | Núi Arvon              | 1.979         | 604          | Hồ Erie             | 571            | 174           | 900                 | 280                | 1.408                | 430                 |
| Minnesota        | Núi Đại bàng           | 2.301         | 702          | Hồ Superior         | 601            | 183           | 1.200               | 366                | 1.700                | 519                 |
| Mississippi      | Núi Woodall            | 806           | 246          | Vịnh Mexico         | 0              | 0             | 300                 | 90                 | 806                  | 246                 |
| Missouri         | Núi Taum Sauk          | 1.772         | 540          | Sông Saint Francis  | 230            | 70            | 800                 | 240                | 1.542                | 470                 |
| Montana          | Đỉnh Granite           | 12.799        | 3.904        | Sông Kootenai       | 1.800          | 549           | 3.400               | 1.000              | 10.999               | 3.355               |
| Nebraska         | Panorama Point         | 5.424         | 1.654        | Sông Missouri       | 840            | 256           | 2.600               | 790                | 4.584                | 1.398               |
| Nevada           | Đỉnh Boundary          | 13.140        | 4.007        | Sông Colorado       | 479            | 146           | 5.500               | 1.700              | 12.661               | 3.861               |
| New Hampshire    | Núi Washington         | 6.288         | 1.918        | Đại Tây Dương       | 0              | 0             | 1.000               | 300                | 6.288                | 1.918               |
| New Jersey       | High Point             | 1.803         | 550          | Đại Tây Dương       | 0              | 0             | 250                 | 80                 | 1.803                | 550                 |
| New Mexico       | Đỉnh Wheeler           | 13.161        | 4.014        | Red Bluff Reservoir | 2.842          | 867           | 5.700               | 1.700              | 10.319               | 3.147               |
| New York         | Núi Marcy              | 5.344         | 1.630        | Đại Tây Dương       | 0              | 0             | 1.000               | 300                | 5.344                | 1.630               |
| Bắc Carolina     | Núi Mitchell           | 6.684         | 2.039        | Đại Tây Dương       | 0              | 0             | 700                 | 210                | 6.684                | 2.039               |
| Bắc Dakota       | White Butte            | 3.506         | 1.069        | Sông Red            | 750            | 229           | 1.900               | 580                | 2.756                | 840                 |
| Ohio             | Đồi Campbell           | 1.549         | 472          | Sông Ohio           | 455            | 139           | 850                 | 260                | 1.094                | 333                 |
| Oklahoma         | Black Mesa             | 4.973         | 1.517        | Sông Little         | 289            | 88            | 1.300               | 400                | 4.684                | 1.429               |
| Oregon           | Núi Hood               | 11.239        | 3.428        | Thái Bình Dương     | 0              | 0             | 3.300               | 1.000              | 11.239               | 3.428               |
| Pennsylvania     | Núi Davis              | 3.213         | 980          | Sông Delaware       | 0              | 0             | 1.100               | 340                | 3.213                | 980                 |
| Rhode Island     | Đồi Jerimoth           | 812           | 248          | Đại Tây Dương       | 0              | 0             | 350                 | 110                | 812                  | 248                 |
| Nam Carolina     | Núi Sassafras          | 3.560         | 1.086        | Đại Tây Dương       | 0              | 0             | 350                 | 110                | 3.560                | 1.086               |
| Nam Dakota       | Đỉnh Harney            | 7.242         | 2.209        | Hồ Big Stone        | 966            | 295           | 2.200               | 670                | 6.276                | 1.914               |
| Tennessee        | Clingmans Dome         | 6.643         | 2.026        | Sông Mississippi    | 178            | 54            | 900                 | 280                | 6.465                | 1.972               |
| Texas            | Đỉnh Guadalupe         | 8.749         | 2.668        | Vịnh Mexico         | 0              | 0             | 1.700               | 520                | 8.749                | 2.668               |
| Utah             | Đỉnh Kings             | 13.528        | 4.126        | Beaver Dam Wash     | 2.000          | 610           | 6.100               | 1.860              | 11.528               | 3.516               |
| Vermont          | Núi Mansfield          | 4.393         | 1.340        | Hồ Champlain        | 95             | 29            | 1.000               | 300                | 4.298                | 1.311               |
| Virginia         | Núi Rogers             | 5.729         | 1.747        | Đại Tây Dương       | 0              | 0             | 950                 | 290                | 5.729                | 1.747               |
| Washington       | Núi Rainier            | 14.410        | 4.395        | Thái Bình Dương     | 0              | 0             | 1.700               | 520                | 14.410               | 4.395               |
| Tây Virginia     | Spruce Knob            | 4.861         | 1.483        | Sông Potomac        | 240            | 73            | 1.500               | 460                | 4.621                | 1.410               |
| Wisconsin        | Đồi Timms              | 1.951         | 595          | Hồ Michigan         | 579            | 177           | 1.050               | 320                | 1.372                | 418                 |
| Wyoming          | Đỉnh Gannett           | 13.804        | 4.210        | Sông Belle Fourche  | 3.099          | 945           | 6.700               | 2.044              | 10.705               | 3.265               |